# Григорий VII (патриарх Константинопольский)
Патриа́рх Григо́рий VII (греч. Πατριάρχης Γρηγόριος Ζ´, в миру Григориос Зервудакис, греч. Γρηγόριος Ζερβουδάκης или Пападоставрианос; 21 сентября 1850, остров Сифнос — 17 ноября 1924, Константинополь, Турция) — епископ Константинопольской православной церкви, 262-й Архиепископ Константинополя — Нового Рима и Вселенский Патриарх (1923—1924).
Известен как реформатор, продолжавший линию своего предшественника Мелетия IV, в частности внедривший новоюлианский календарь.

## Биография
Обучался в богословской школе на Халки и университетах Европы.
С 1887 года епископ Мир Ликийских и протосинкелл Родосской архиепископии; затем синкелл при Патриархе Германе V.
1 февраля 1892 году поставлен митрополитом Серрским.
12 мая 1909 года переведён на Кизическую митрополию.
С 12 февраля 1913 года — митрополит Халкидонский.
Вскоре по отречении от Патриаршего престола Мелетия IV, 6 декабря 1923 года, был избран его преемником.
В его патриаршество была дарована автокефалия находившейся в юрисдикции Московского Патриархата Польской Церкви (Патриарший и Синодальный Томос 13 ноября 1924 года); соборным постановлением от 23 февраля 1924 года в Константинопольской Церкви был официально принят новоюлианский календарь в литургической жизни.
Летом 1924 года, заявляя о вторжении русских (беженцев) архиереев в область юрисдикции Великой церкви, требовал церковного суда над находившимися в Константинополе Анастасием (Грибановским) и Александром (Немоловским), запретив их в священнослужении.

## Отношения с Церковью в СССР
«Журнал Московской Патриархии» (1953): «Обращаясь к деятельности Константинопольского патриарха Григория VII по отношению к Русской Православной Церкви, мы вправе характеризовать эту деятельность, как дальнейшее претворение в жизнь идей патриарха Мелетия IV о первенстве власти Вселенского престола, об обязательном и исключительном подчинении этому престолу всей православной диаспоры. Прежде всего отмечаем открытое посягательство патриарха Григория VII на судебную власть патриарха Московского и Собора епископов Русской Церкви, посягательство, имевшее место в деле так называемого „обновленческого раскола“».
В послании от 27 декабря 1923 года № 5856 Григорий VII называл обновленцев «незаконными захватчиками церковной власти в России», именуя Тихона (Беллавина) «единственным законным высшим главою церковной власти Российской Церкви». В январе следующего года его позиция по обновленцам изменилась: в первые месяцы 1924 года Синод Вселенского патриархата принял постановления, направленные на выяснение церковно-канонической ситуации в СССР, и назначил четырёхчленную Патриаршую миссию для поездки в Москву с такой целью. В июне того же года патриарх Московский Тихон (арестованный 12 мая 1922 года и весной 1923 года низложенный обновленческим «Вторым Поместным всероссийским собором»), в ответ на полученное им 6 июня 1924 года письмо от представителя Вселенского патриарха в Москве архимандрита Василия (Димопуло) с выписками из протоколов заседаний Синода Великой церкви, писал патриарху Григорию:

Представитель Вселенской Патриархии, Глава Константинопольской Церкви, без всякого предварительного сношения с Нами, как с законным представителем и Главой всей Русской Православной Церкви, вмешивается во внутреннюю жизнь и дела автокефальной Русской Церкви <…> Всякая посылка какой-либо комиссии без сношенний со мною, <…> без моего ведома незаконна, не будет принята русским православным народом, и внесёт не успокоение, а ещё большую смуту и раскол. <…> Позволительно усумниться и в предполагаемой Вашим Святейшеством мере умиротворении Церкви — моего удаления от управления Церковью и хотя бы временного упразднения Патриаршества на Руси.
Патриарх Константинопольский Фотий II в 1930 году оправдывал действия Григория и его поддержку раскольников, отмечая, что на Григория оказывало давление советское правительство.

## Комментарии
1. ↑  В этом письме Григорий недвусмысленно потребовал от Тихона уйти в отставку ради примирения с раскольниками.